# جوشوا بيم
جوشوا بيم (بالإنجليزية: Joshua Pim)‏ مواليد 20 مايو 1869 - الوفاة 15 أبريل 1942 في دبلن، كان لاعب كرة مضرب بريطاني بدأ مسيرته كمحترف سنة 1887 وكان يلعب باليد اليمنى، اعتزل اللعب في 1902. كما أنه أحد أبطال الجراند سلام. أعلى تصنيف له في الفردي كان المركز الـ 1 في سنة 1890.

## بطولات حققها
- بطولة ويمبلدون

## النهائيات

### الفردي (الألقاب 2, الوصافة 2)
| الحصيلة | السنة | البطولة  | المنافس في النهائي | النتيجة في النهائي |
| ------- | ----- | -------- | ------------------ | ------------------ |
| الوصافة | 1891  | ويمبلدون | ويلفريد باديلي     | 4–6, 6–1, 5–7, 0–6 |
| الوصافة | 1892  | ويمبلدون | ويلفريد باديلي     | 6–4, 3–6, 3–6, 2–6 |
| الفوز   | 1893  | ويمبلدون | ويلفريد باديلي     | 3–6, 6–1, 6–3, 6–2 |
| الفوز   | 1894  | ويمبلدون | ويلفريد باديلي     | 10–8, 6–2, 8–6     |

## روابط خارجية
- جوشوا بيم على موقع رابطة محترفي التنس (الإنجليزية)
- جوشوا بيم على موقع الاتحاد الدولي لكرة المضرب (الإنجليزية)
- جوشوا بيم على موقع كأس ديفيز (الإنجليزية)
- جوشوا بيم على موقع أرشيف التنس.كوم (الإنجليزية)
- جوشوا بيم على موقع خلاصة التنس.كوم (الإنجليزية)